# Xanthoparmelia kalbarriensis
Xanthoparmelia kalbarriensis är en lavart som beskrevs av Elix. Xanthoparmelia kalbarriensis ingår i släktet Xanthoparmelia,  och familjen Parmeliaceae.   Inga underarter finns listade.